# حسان بن ثابت
ابوولید حَسّان بن ثابت بن مُنذِر خزرجی انصاری از انصار اهل مدینه و از صحابه محمّد بود. او پس از اسلام آوردن، در دفاع از محمّد  شعر می‌گفت و بعضی اشعار منسوب به او در تذکره‌ها ذکر گشته‌ است. او با سیرین خواهر ماریه قبطیّه ازدواج کرد. سیرین برای او پسری به نام عبدالرّحمن بن حسّان
 زایید. وی از جمله کسانی بود که از بیعت با علی بن ابیطالب سر باز زد و در دوران خلافت علی بن ابیطالب بین سال‌های ۳۵ و ۴۰ هجری قمری  در مدینه درگذشت.

## ولادت
نقل است که حسان بن ثابت گفته به خدا سوگند من پسر بچه هفت ساله یا هشت ساله بودم و هر چه را می شنیدم می فهمیدم که روزی شنیدم یک یهودی بر پشت بام کوشک مدینه فریاد می کرد: ای اهل یهود و چون آنان بر وی گرد آمدند به ایشان خبر داد که امشب ستاره احمد طلوع کرد. 
آن چه را حسان از مرد یهودی به سن هفت سالگی شنیده سال عام‌الفیل یعنی ۵۷۰م بوده است. از این سخن چنین برداشت می‌‌شود که حسان در هنگام هجرت پیامبر اسلام به مدینه که در سال ۶۲۲م به انجام رسید، حدود ۵۹ یا ۶۰ سال سن داشته است.

## زندگی
او حسان بن ثابت بن منذربن حرام بن عمروبن زید مناة بن عدی بن عمرو بن مالک النجار بن ثعلبه بن عمرو بن الخزرج بن حارثه بن ثعلبه العنقاء؛ معروفترین شاعر مخضرم است. مشهورترین کنیه‌اش ابوالولید بود اما به کنیه‌های دیگری از جمله ابوعبدالرحمن، ابوالمضرب و ابوالحسام نیز شهرت داشت. حسان بن ثابت در سال اول هجری همزمان با هجرت پیامبراسلام به مدینه، مسلمان شد. ابوالفرج اصفهانی می‌نویسد: «علت شهرتش به الحسام و سایر کنیه‌های نظیر آن دفاعش از پیامبر به وسیله شعر و بردن آبروی مشرکان بود»
حسان بن ثابت از فرزندان نجار منسوب به قبیله خزرج بود. مدینه در عصر اعراب جاهلی، میدان نزاع و کشمکش‌های اوس و خزرج بود. وضع اقتصادی و سیاسی، بعضی از قبایل جنوبی را واداشت تا از سرزمین خود یعنی یمن مهاجرت کنند. این مهاجرت بویژه بعد از شکستن سد مأرب در حدود سال ۱۱۵ قبل از میلاد و به راه افتادن سیل عرم که بسیاری از شهرها را غرق ساخت و مزارع و چارپایان را به نابودی کشید انجام پذیرفت. تعدادی از قبایل جنوبی به شمال مهاجرت کردند. مثلاً بنی ثعلبه بن عمرو به یثرب رفتند و اوس و خزرج نیز از این قبیله بودند.  در نزاع و کشمکش بین این دو قبیله قیس بن خطیم شاعر اوسیان بود و حسان بن ثابت شاعر خزرجیان بود. 
آورده اند که حسان ترسو بود بطوری که در هیچ جنگی شرکت نکرد در این زمینه قصه صفیه دختر عبدالمطلب در غزوه خندق با حسان بن ثابت مشهور است. از آن جایی که قلعه حسان محکم تر بود در هنگام جنگ، زنان را به قلعه او می بردند. صفیه یک جنگجوی یهودی را دید که اطراف دژ حرکت می کرد به حسان گفت: یهودی به دژ نزدیک می شود چه چاره بکنیم؟پایین بیا و او را بکش. حسان گفت: خداوند تو را بیامرزد می دانی که اهل کارزار نیستم پس صفیه از دژ پایین آمد و یهودی را کشت و به حسان گفت بیا و غنیمت را بردار که اگر مرد نبود خودم این کار را انجام می دادم. حسان پاسخ داد: چه احتیاجی به لباس او داریم. 

## پدر حسان
ثابت بن منذربن حرام از سروران قوم خویش و از اشراف آنان بود که مدتی از عمر خود را در اسارت قبیله مزینه گذراند و می گویند که ۱۵۰ سال عمر کرد. 

## مادر حسان
ابن حجر عسقلانی درباره مادر حسان بن ثابت می‌نویسد: «فریعه دختر خالدبن قیس بن لوذان از قبیله خزرج بود که پیش از ثابت به همسری چهار تن دیگر در آمده بود. وی اسلام را دریافت و مسلمان شد.» 

## همسران و فرزندان
حسان در اشعار خود مکرر از زنی به نام شعثاء یاد کرده است. گفته اند که شعثاء زنی بود از خزاعه که ام فراس را برای حسان به دنیا آورد. همسر دیگر وی عمره دختر صامت بن عطیه الاوسیه بوده که پس از مدتی وی را طلاق گفت و مشهور است که پیامبر اسلام، شیرین خواهر ماریه قبطیه را به وی بخشید و عبدالرحمن از وی متولد شد 
حسان در اشعار خود به زنان دیگری از جمله زینب، سعدی، نضیر، لمیس و ام ولید تغزل نموده که به احتمال قوی بعضی از آن ها فقط برای زینت یافتن غزل استفاده شده است 
این زنان،فرزندان بسیاری زادند که جز نام اندکشان در تاریخ نمانده و فراموش شده اند از اینرو گفته اند:«إنقرضَ ولد حسان، فلم یَبقَ له عقب» 
مشهورترین فرزندان وی همان عبدالرحمن است که طبع شعر داشت. آل‌حسان ریشه دارترین خاندان در شعر بودند بطوری که شش نسل ایشان شاعر بود که بیشتر کتابهای تاریخی به این موضوع اشاره کردند مثلاً در کتاب العمده آمده است:«ریشه دار ترین خاندان در شعر، آل حسان هستند» 

## وفات
ابوالفرج اصفهانی می نویسد: «حسان بن ثابت حدود ۱۲۰ سال زندگی کرد که مدت ۶۰ سال آن در عصر جاهلیت و ۶۰ سال مابقی در اسلام بود و به جهت زندگی در دو دوره(جاهلیت و اسلام) از شاعران مخضرم به شمار می آید»  بنابراین درگذشت حسان حدود سال ۶۸۲م است.